# KylieFever2002
KylieFever2002 bylo sedmé koncertní turné australské popové zpěvačky Kylie Minogue, propagující její osmé studiové album Fever. Celkem zahrnovalo 49 koncertů mezi dubnem a srpnem 2002 na evropském kontinentu a v Austrálii. 
Z manchesterského vystoupení konaného 4. května 2002 vznikla videonahrávka vydaná ve formě DVD pod názvem KylieFever2002: Live in Manchester a doplněná bonusovým kompaktním diskem.

## Pozadí
Turné bylo podpořeno největší produkcí Kylie Minogue k danému datu její koncertní činnosti. Rozmanitost skladeb alba Fever umožnila sestavit barvitý program s řadou kostýmních převleků a jevištních choreografií. Vzhledem k vysoké prodejnosti alba a jeho singlů dosáhl rozpočet turné vyšší částky než u předchozích šňůr. Jevištní prvky se staly nákladnější a propracovanější. Pódium obsahovalo dvě schodiště a zapuštěné vyjížděcí plošiny. Pro zvýraznění tematicky odlišných částí bylo využito pěti velkoplošných obrazovek.
Kostýmy pro zpěvačku a její tým navrhl italský módní dům  Dolce & Gabbana. Choreografem tour se stal Rafael Bonachela.
Jednalo se o první turné Minogue podpořené sponzory, jimiž se staly firmy Evian a Vodafone. Během britských vystoupení tak Evian během koncertů poskytl volně dostupná balení vod pojmenovaných „Kylie“.
V měsících před turné se Minogue věnovala propagaci desky. Těsně před vydáním titulního singlu „Can't Get You Out of My Head“ v únoru 2002 na americké půdě zavítala na dva týdny do Spojených států. Tamní média spekulovala o zařazení amerických koncertů, kromě již plánované evropské a australské části. To však odmítl prezident labelu Capitol Records Andy Slater slovy, že takový plán nebyl dosud diskutován. Minogue svou zdrženlivost vůči americkému publiku zdůvodnila tím, že necítila entusiasmus ani náboj prorazit na americkém kontinentu, považovala se v dané části světa za neznámou, čímž by na koncertech „nezískala“ publikum, a Američané, podle jejího názoru, ani neznali její starší tvorbu, snad vyjma prostředí gay komunity. Spekulace se nepotvrdily, když se severoamerická túra neuskutečnila. Britiský týdeník Hello
 pak v závěru turné v srpnu 2002 napsal, že americká část koncertů byla zrušena, aby se zpěvačka mohla věnovat soukromému životu. Přesto se do Spojených států vydala v prosinci 2002, kdy se stala součástí každoročního koncertu Jingle Ball produkovaného rozhlasovou stanicí KIIS-FM, danou sezónu pořádaného v Anaheimu. Zavítala také do Houstonu, Miami, Filadelfie a New Yorku.
Živý přenos nahrávaného koncertu ze 4. května 2002 v manchesterské aréně byl pro fanoušky exkluzivně vysílán také na internetu službou MSN UK.

## Koncertní show
Každé koncertní vystoupení bylo rozděleno do sedmi tematických segmentů a zakončeno přídavkem. Seznam skladeb obsahoval dvacet dva písní. 
Segment Silvanemesis otevřel show instrumentací nazvanou „The Sound of Music“. Kylie vyjela na jeviště v kovem opláštěné výstroji „Kyborga“. Svrchní vrstva se začala odlupovat a zpod ní zpěvačka vystoupila ve stříbrné podprsence, minisukni a kovově sladěných kozačkách. Nejdříve zazpívala píseň „Come into My World“ a  během zremixované verze „Shocked“ se k ní připojili tanečníci v kostýmech kyborgů. Po přivítání publika navázala hitem „Love at First Sight“. Interpretace titulní skladby „Fever“ zakončila úvodní část. 
Segment Droogie Nights byl zahájen intrumentací Beethovenovy symfonické věty „Ódy na radost“, která plynule přešla do nového remixu „Spinning Around“. V něm byla Kylie s tanečníky oděna do bílého oblečení s buřinkami připomínající postavy z románu Mechanický pomeranč.
Segment The Crying Game nejdříve představil mezihru v podobě písně „Where Is the Feeling?“, než se na levém osvětleném schodišti objevila Kylie v černé večerní róbě, aby přednesla variaci „The Crying Game“ na coververzi Boye George. Postupně došla na centrálně postavenou lávku zařezávající se do publika, kde uvedla směs tří vlastních skladeb: „Put Yourself in My Place“, „Finer Feelings“ a „Dangerous Game“. Bez předělu se pak vrátila k písni „The Crying Game“, v jejímž průběhu jí obličej krvavě zbarvil věnec snášejících se rudých reflektorů. 
Segment Streetstyle zahájila taneční vložka a videoprojekce k písni „GBI: German Bold Italic“. Manchesterský tanečník (Terry Kvasnik) pak začal předvádět sprejování graffiti ve tvaru písměna „K“ na obrazovku, když zpoza druhé obrazovky vystoupila Kylie v policejní uniformě, aby jej za zpěvu „Confide in Me“ napravila a pomohla sdílet problémy. Další skladbou se stala „Cowboy Style“ s následným pozváním doprovodných zpěvaček ke společnému přednesu „Kids“.
Segment Sex in Venice byl uvozen Kylie oděnou do korzetu a interpretací „On a Night Like This“, během níž na sofa klečící umělkyni doprovázeli polonazí tanečníci. Po skončení „přivítala diváky v klubu“ a ujala se nové verze „The Locomotion“ s navazujícím hitem „In Your Eyes“, jejž proložila směsí fragmentů z písní „In Your Eyes“, „Please Stay“ a „Rhythm of the Night“ v latinskoamerickém stylu.
Segment Cybertronica jako šestý v pořadí roztančili stepující tanečníci v celokombinézových kostýmech a holemi odpalujícími létající míče na obrazovkách. Předpoklad přechodu v přepracovanou verzi „Never Too Late“ se nenaplnil, když se na pódiu objevila Kylie v růžovém topu a bílých kapsáčových kalhotech. Jako první zazpívala zremixovanou podobu skladby „Limbo“ následovanou nově namíchanými úpravami písní „Light Years“, „I Feel Love“ a závěrečné „I Should Be So Lucky“.
Segment Voodoo Inferno byl koncipován jako první přídavek. Zahájily ho bubnující perkuse v brazilském stylu za doprovodu píšťalek. Kylie v robustní nařasené sukni pak vystoupala nad pódium, aby uvedla skladbu „Burning Up“. Po rozepnutí z červené sukně vystoupilo dvanáct tanečníků. Hlavní program večera byl završen písní „Better the Devil You Know“.
Po opuštění jeviště kapelou následoval druhý přídavek. Do charakteristického popěvku la-la-la hitu „Can't Get You Out of My Head“, který vévodil řadě singlových hitparád, Kylie vyjela v rytmu hudby na lávku mezi diváky. V bílém klobouku, vestě i pytlových kalhotech pak odzpívala poslední šlágr večera.

## Seznam písní
1. Silvanemesis
1. „The Sound of Music“ (instrumentační úvod)
2. „Come Into My World“
3. „Shocked“ (s obsahem částí „Madskillz-Mic Chekka“)
4. „Love at First Sight“
5. „Fever“

2. Droogie Nights
1. „Óda na radost“ (instrumentační předěl)
2. „Spinning Around“(s obsahem části „September“)

3. The Crying Game
1. „Where Is the Feeling?“ (jevištní předěl)
2. „The Crying Game“ / „Put Yourself in My Place“ / „Finer Feelings“ / „Dangerous Game“ / „The Crying Game“ (repríza)

4. Street Style
1. "GBI: German Bold Italic“ (video předěl)
2. „Confide in Me“
3. „Cowboy Style“ (s obsahem částí „Double Dutch Bus“, „Double Dutch“, „Buffalo Gals“ a „The Real Slim Shady“)
4. „Kids“

5. Sex in Venice
1. „On a Night Like This“
2. „The Loco-Motion“
3. Latinskoamerická směs: „In Your Eyes“ / „Please Stay“ / “Rhythm of the Night“ / „In Your Eyes“ (repríza)

6. Cybertronica
1. "Cybertronica“ (taneční předěl)
2. „Limbo“
3. „Light Years“ / „I Feel Love“
4. „I Should Be So Lucky“ (s obsahem části „Dreams“)

7. Voodoo Inferno
1. „Burning Up“
2. „Better the Devil You Know“

Přídavek
1. „Can't Get You Out of My Head“ (s obsahem části „Blue Monday“)

## Seznam koncertů
| Seznam koncertů KylieFever2002 (turné zahrnovalo 49 koncertů, z toho 38 v Evropě a 11 v Austrálii) |            |             |                                  |
| Datum                                                                                              | město      | stát / země | místo konání                     |
| 1. část — Evropa                                                                                   |            |             |                                  |
| 26. dubna 2002                                                                                     | Cardiff    | Wales       | Cardiff International Arena      |
| 27. dubna 2002                                                                                     | Cardiff    | Wales       | Cardiff International Arena      |
| 28. dubna 2002                                                                                     | Cardiff    | Wales       | Cardiff International Arena      |
| 29. dubna 2002                                                                                     | Cardiff    | Wales       | Cardiff International Arena      |
| 1. května 2002                                                                                     | Manchester | Anglie      | Manchester Evening News Arena    |
| 2. května 2002                                                                                     | Manchester | Anglie      | Manchester Evening News Arena    |
| 3. května 2002                                                                                     | Manchester | Anglie      | Manchester Evening News Arena    |
| 4. května 2002(DVD/CD)                                                                             | Manchester | Anglie      | Manchester Evening News Arena    |
| 6. května 2002                                                                                     | Birmingham | Anglie      | NEC Arena                        |
| 7. května 2002                                                                                     | Birmingham | Anglie      | NEC Arena                        |
| 8. května 2002                                                                                     | Birmingham | Anglie      | NEC Arena                        |
| 9. května 2002                                                                                     | Birmingham | Anglie      | NEC Arena                        |
| 11. května 2002                                                                                    | Manchester | Anglie      | Manchester Evening News Arena    |
| 12. května 2002                                                                                    | Manchester | Anglie      | Manchester Evening News Arena    |
| 14. května 2002                                                                                    | Sheffield  | Anglie      | Sheffield Arena                  |
| 15. května 2002                                                                                    | Sheffield  | Anglie      | Sheffield Arena                  |
| 17. května 2002                                                                                    | Glasgow    | Skotsko     | SEC Centre                       |
| 18. května 2002                                                                                    | Glasgow    | Skotsko     | SEC Centre                       |
| 19. května 2002                                                                                    | Glasgow    | Skotsko     | SEC Centre                       |
| 21. května 2002                                                                                    | Newcastle  | Anglie      | Telewest Arena                   |
| 22. května 2002                                                                                    | Newcastle  | Anglie      | Telewest Arena                   |
| 24. května 2002                                                                                    | Londýn     | Anglie      | Wembley Arena                    |
| 25. května 2002                                                                                    | Londýn     | Anglie      | Wembley Arena                    |
| 26. května 2002                                                                                    | Londýn     | Anglie      | Wembley Arena                    |
| 27. května 2002                                                                                    | Londýn     | Anglie      | Wembley Arena                    |
| 30. května 2002                                                                                    | Stockholm  | Švédsko     | Hovet                            |
| 31. května 2002                                                                                    | Oslo       | Norsko      | Oslo Spektrum                    |
| 1. června 2002                                                                                     | Kodaň      | Dánsko      | Forum Copenhagen                 |
| 3. června 2002                                                                                     | Mnichov    | Německo     | Olympiahalle                     |
| 4. června 2002                                                                                     | Vídeň      | Rakousko    | Gasometer                        |
| 6. června 2002                                                                                     | Curych     | Švýcarsko   | Hallenstadion                    |
| 8. června 2002                                                                                     | Berlín     | Německo     | Velodrom                         |
| 9. června 2002                                                                                     | Hamburk    | Německo     | Alsterdorfer Sporthalle          |
| 11. června 2002                                                                                    | Frankfurt  | Německo     | Festhalle Frankfurt              |
| 12. června 2002                                                                                    | Rotterdam  | Nizozemsko  | Ahoy Rotterdam                   |
| 13. června 2002                                                                                    | Oberhausen | Německo     | Arena Oberhausen                 |
| 15. června 2002                                                                                    | Paříž      | Francie     | Palais omnisports de Paris-Bercy |
| 18. června 2002                                                                                    | Milán      | Itálie      | Fila Forum                       |
| 2. část — Austrálie                                                                                |            |             |                                  |
| 2. srpna 2002                                                                                      | Sydney     | Austrálie   | Sydney Entertainment Centre      |
| 3. srpna 2002                                                                                      | Sydney     | Austrálie   | Sydney Entertainment Centre      |
| 4. srpna 2002                                                                                      | Sydney     | Austrálie   | Sydney Entertainment Centre      |
| 6. srpna 2002                                                                                      | Sydney     | Austrálie   | Sydney Entertainment Centre      |
| 7. srpna 2002                                                                                      | Sydney     | Austrálie   | Sydney Entertainment Centre      |
| 8. srpna 2002                                                                                      | Sydney     | Austrálie   | Sydney Entertainment Centre      |
| 11. srpna 2002                                                                                     | Melbourne  | Austrálie   | Rod Laver Arena                  |
| 12. srpna 2002                                                                                     | Melbourne  | Austrálie   | Rod Laver Arena                  |
| 14. srpna 2002                                                                                     | Melbourne  | Austrálie   | Rod Laver Arena                  |
| 15. srpna 2002                                                                                     | Melbourne  | Austrálie   | Rod Laver Arena                  |
| 16. srpna 2002                                                                                     | Melbourne  | Austrálie   | Rod Laver Arena                  |

## Obsazení

### Štáb a zázemí
- Kylie Minogue – výkonná producentka
- Bill Lord – výkonný producent
- Terry Blamey – výkonný producent, management
- Andrew Small – hudební režie, bubny
- William Baker – tvůrčí ředitel
- Alan McDonald – tvůrčí ředitel
- Steve Anderson – hudební producent
- Sean Fitzpatrick – manažer turné
- Steve Martin – produkční manažer turné
- Vince Foster – projektant osvětlení
- Chris Keating – režisér koncertní videonahrávky
- Rafael Bonachela – choreograf
- Amy Hollingsworth – asistentka choreografa
- Dolce & Gabbana – kostýmy

### Kapela a tanečníci
- Steve Turner – klávesové nástroje
- Chris Brown – baskytara
- James Hayto – kytara
- Lurine Catová – doprovodný zpěv
- Sherina Whiteová – doprovodný zpěv
- DJ Ziggy – diskžokej
- Terry Kvasnik – akrobatický tanečník
- Pia Driver – tanečnice
- Patti Hines – tanečnice
- Milena Mancini – tanečnice
- Alec Mann – tanečník
- Jason Piper – tanečník
- Adam Pudney – tanečník
- Emma Ribbing – tanečnice
- Alicia Herrero Simon – tanečnice
- Andile E Sotiya – tanečník
- Melanie Teall – tanečnice
- Rod Buchanan – tanečník